# Trophée Jackie-Parker
Le trophée Jackie-Parker (Jackie Parker Trophy) est un trophée remis depuis 1974 à la meilleure recrue de la division Ouest de la Ligue canadienne de football (LCF), choisie parmi les candidats proposés par chaque équipe de la division. C'est le gagnant de ce trophée, ou celui du trophée Frank-M.-Gibson pour la division Est, qui sera choisi recrue par excellence de la LCF. Le nom du trophée honore la mémoire du joueur vedette et entraîneur Jackie Parker (en).
En 1995, unique année où les divisions Est et Ouest ont été remplacées par les divisions Nord et Sud, le trophée a été attribué à la meilleure recrue de la division Nord.
Avant 1973, le trophée Dr.-Beattie-Martin était attribué à la meilleure recrue canadienne de la division Ouest, avant de changer de vocation pour être remis au meilleur joueur canadien de la division Ouest.

## Lauréats
Pour la signification des abréviations, voir Glossaire des positions au football canadien.
- 1974 - Tom Scott (RÉ), Blue Bombers de Winnipeg
- 1975 - Larry Cameron (SEC), Lions de la Colombie-Britannique
- 1976 - John Sciarra (QA), Lions de la Colombie-Britannique
- 1977 - Leon Bright (RÉ), Lions de la Colombie-Britannique
- 1978 - Joe Poplawski (RÉ), Blue Bombers de Winnipeg
- 1979 - Brian Kelly (RÉ), Eskimos d'Edmonton
- 1980 - William Miller (DO), Blue Bombers de Winnipeg
- 1981 - Vince Goldsmith (SEC), Roughriders de la Saskatchewan
- 1982 - Mervyn Fernandez (RÉ), Lions de la Colombie-Britannique
- 1983 - Willard Reaves (DO), Blue Bombers de Winnipeg
- 1984 - Stewart Hill (SEC), Eskimos d'Edmonton
- 1985 - Michael Gray (PD), Lions de la Colombie-Britannique
- 1986 - Harold Hallman (PD), Stampeders de Calgary
- 1987 - Stanley Blair (DC), Eskimos d'Edmonton
- 1988 - Jeff Fairholm (DI), Roughriders de la Saskatchewan
- 1989 - Darrell Wallace (DO), Lions de la Colombie-Britannique
- 1990 - Lucius Floyd (DO), Roughriders de la Saskatchewan
- 1991 - Jon Volpe (en) (DO), Lions de la Colombie-Britannique
- 1992 - Bruce Covernton (BL), Stampeders de Calgary
- 1993 - Brian Wiggins (RÉ), Stampeders de Calgary
- 1994 - Carlos Huerta (B), Posse de Las Vegas
- 1995 - Shalon Baker (en) (RÉ), Eskimos d'Edmonton
- 1996 - Kelvin Anderson (en) (DO), Stampeders de Calgary
- 1997 - B.J. Gallis (SEC), Lions de la Colombie-Britannique
- 1998 - Mustafah Muhammad (en) (DD), Lions de la Colombie-Britannique
- 1999 - Paul Lacoste (en) (SEC), Lions de la Colombie-Britannique
- 2000 - George White (SEC), Roughriders de la Saskatchewan
- 2001 - Barrin Simpson (en) (SEC), Lions de la Colombie-Britannique
- 2002 - Jason Clermont (en) (DI), Lions de la Colombie-Britannique
- 2003 - Frank Cutolo (en) (RÉ), Lions de la Colombie-Britannique
- 2004 - Nik Lewis (en) (RÉ), Stampeders de Calgary
- 2005 - Gavin Walls (en) (AD), Blue Bombers de Winnipeg
- 2006 - Aaron Hunt (en) (PD), Lions de la Colombie-Britannique
- 2007 - Cameron Wake (AD), Lions de la Colombie-Britannique
- 2008 - Weston Dressler (en) (DI), Roughriders de la Saskatchewan
- 2009 - Martell Mallett (en) (DO), Lions de la Colombie-Britannique
- 2010 - Solomon Elimimian (SEC), Lions de la Colombie-Britannique
- 2011 - J. C. Sherritt (en) (SEC), Eskimos d'Edmonton
- 2012 - Jabar Westerman (SEC), Lions de la Colombie-Britannique
- 2013 - Brett Jones (en) (LO), Stampeders de Calgary
- 2014 - Dexter McCoil (en) (SEC), Eskimos d'Edmonton
- 2015 - Derel Walker (en) (RÉ), Eskimos d'Edmonton
- 2016 - DaVaris Daniels (en) (RÉ), Stampeders de Calgary
- 2017 - Marken Michel (en) (RÉ), Stampeders de Calgary
- 2018 - Jordan Williams-Lambert (en) (RÉ), Roughriders de la Saskatchewan
- 2019 - Nate Holley (en) (SEC), Stampeders de Calgary
- 2020 - Saison annulée
- 2021 - Jordan Williams (en) (SEC), Lions de la Colombie-Britannique
- 2022 - Dalton Schoen (en) (RÉ), Blue Bombers de Winnipeg[1]
- 2023 - Kai Gray (en) (DD), Elks d'Edmonton[2]
- 2024 - Nick Anderson (en) (SEC), Elks d'Edmonton[3]